# Ximo Tébar
Ximo Tébar " Timo Pelas "(València, 1963) és un músic guitarrista de jazz valencià.

## Biografia
S'inicia amb la guitarra amb 7 anys, i amb 17 ja es dedica professionalment a la música. Des d'aleshores ha realitzat nombroses gires i gravacions per Espanya, Europa i Amèrica, liderant la seua pròpia formació "Ximo Tebar Band" o amb prestigiosos solistes com Johnny Griffinn, Benny Golson, Tete Montoliu, Anthony Jackson, Lou Bennett, Pedro Iturralde, Lou Donaldson, Dr. Lonnie Smith, Louie Bellson, Jorge Pardo, Joey DeFrancesco, Mike Mossman, Jan Ackerman, etc.
Tébar també ha rebut importants i nombrosos premis, destacant al millor solista de la Mostra Nacional de Jazz que atorga el Ministeri de Cultura d'Espanya el 1989 i 1990 de manera consecutiva.
Ximo Tébar és el president de l'Associació de Músics de Jazz del País Valencià (Promúsics) i dirigeix el seu propi segell discogràfic Omix Records. També es dedica a la pedagogia musical i imparteix classes en Seminaris i en la seva escola de música, l'"Aula de Música Alameda" on ensenya guitarra i coordina el Departament de Música Moderna i Jazz.
El guitarrista valencià ha evolucionat al llarg de la seua carrera partint de la tradició del Bebop, ha anat incorporant diferents influències diverses que abasten des dels aires flamencs a certs matisos pop.

## Discografia

### En solitari o amb formacions liderades per ell
- 1988 - "Aranzazu" (Omix Records)
- 1990 - "Anis del Gnomo" (Omix Records)
- 1991 - "Live in Russia" (Omix Records)
- 1992 - "Hello Mr. Bennett" (WEA), amb Lou Bennett i Idris Muhammad
- 1993 - "Te Kiero con K" (WEA)
- 1995 - "Son Mediterraneo" (WEA)
- 1997 - "So Waht" (WEA), amb Dr Lonnie Smith i Billy Brooks
- 1998 - "Homepage" (WEA)
- 2001 - "Goes Blue" (Omix), amb Dr L. Smith, I. Muhammad i Lou Donaldson
- 2003 - "Embrujado" (Omix)
- 2004 - "The champs" (Omix), amb Joey DeFrancesco i I. Muhammad
- 2006 - "Eclipse" (Omix) amb Dave Samuels, Anthoni Jackson, Donald Edwards, Cesar Giner, Rob Bargad, etc.
- 2008 - "Steps" (Omix) amb Orrin Evans, Donald Edwards, Alex Blake, Boris Kozlov, etc.

### Com a col·laborador
- 1990 - "Colors" (EGT) amb Joc Fora
- 1990 - "Habitación blanca" (EGT) amb Ricardo Belda Trio
- 1992 - "Now hear my meaning" amb Lou Bennett Quartet
- 1994 - "Pequeñas cosas" (WEA) amb Presuntos Implicados
- 2002 - "Introducing" (Omix) amb David Pastor
- 2002 - "Tristeza de amar" (Omix) amb Ester Andújar
- 2003 - "Innsbruck" (Omix) amb Amadeu Adell
- 2003 - "My ideal" (Omix) amb Ricardo Belda Trio
- 2003 - "Donna'm jazz" (EGT) amb Donna'm Jazz
- 2004 - "Celebrating Cole Porter" (Omix) amb Ester Andújar
- 2004 - "Sketch" (Omix) amb Dave Schnitter
- "Huge in Japan" amb Dario Boente
- 2007 - "El principio" (Omix) amb Ricardo Belda